# Специальное конструкторско-технологическое бюро Азербайджанского национального аэрокосмического агентства
Специальное конструкторско-технологическое бюро Азербайджанского национального аэрокосмического агентства создано в 1985 году по решению Кабинета Министров Азербайджанской Республики.

## Деятельность и история
Предприятие до 1992 года выпускало аэрокосмические приборы, производило сборку печатных плат, вязку жгутов, а также занималось разработкой проектно-конструкторской документации. На данный момент СКТБ занимается изучением влияния экзогенных процессов на биоценозно-ландшафтные показатели на основании аэрокосмических и наземных данных.
В январе 2003 года СКТБ Азербайджанского национального аэрокосмического агентства было передано в ведение Национальной академии наук Азербайджана. С сентября 2006 функционирует в подчинении Министерства оборонной промышленности Азербайджана.